# U-20-Fußball-Weltmeisterschaft der Frauen 2006
Die U-20-Fußball-Weltmeisterschaft der Frauen 2006 (offiziell 2006 FIFA U-20 Women’s World Championship) war die dritte Ausspielung dieses Wettbewerbs erstmals für Fußballspielerinnen unter 20 Jahren (Stichtag: 1. Januar 1986) und fand vom 17. August bis 3. September 2006 in Russland statt. Russland richtete damit erstmals ein FIFA-Turnier aus, nachdem bereits die Junioren-WM der Männer 1985 in der Sowjetunion stattfand. Gespielt wurde in den Städten Moskau (vier Stadien) und Sankt Petersburg. Auch das Teilnehmerfeld wurde von zwölf auf 16 aufgestockt. Weltmeister wurde Nordkorea, das China im Finale mit 5:0 besiegte.

## Qualifikation
In Europa war die U-19-Fußball-Europameisterschaft der Frauen 2005 in Ungarn das Qualifikationsturnier. Die vier Halbfinalisten qualifizierten sich automatisch für die Endrunde. Da der spätere Europameister Russland als Ausrichter automatisch qualifiziert war, spielten die beiden Gruppendritten England und die Schweiz um den vierten europäischen Platz. Die Schweizerinnen gewannen mit 2:1 und qualifizierten sich neben Russland, Frankreich, Deutschland und Finnland für die Endrunde.
Neuseeland gewann die Qualifikation Ozeaniens mühelos, im Finale wurde Tonga mit 6:0 geschlagen.
Die U-19 Asienmeisterschaft in Malaysia war gleichzeitig das Qualifikationsturnier für die Weltmeisterschaft. Die ersten drei Mannschaften qualifizieren sich für die Endrunde. Neben Asienmeister China und Vize-Asienmeister Nordkorea qualifizierte sich auch AFC-Neuling Australien nach einem 3:2-Sieg über Japan für die Endrunde. Überraschend war das Ausscheiden des Titelverteidigers Südkorea in der Vorrunde.
Die Anzahl der Mannschaften aus Nordamerika wurde von bisher zwei auf drei erhöht. In der Qualifikation sicherten sich die Vereinigten Staaten mit einem 3:2-Sieg über Kanada den Gesamtsieg. Mexiko qualifizierte sich als Dritter ebenfalls für die Endrunde.
Auch in Afrika wurde die Anzahl der Plätze von bisher einem auf zwei Mannschaften erweitert. Neben Nigeria konnte sich auch die Demokratische Republik Kongo in der Qualifikation durchsetzen.
Südamerika profitierte ebenfalls von der Erhöhung des Teilnehmerfeldes, anstatt bisher nur einem Endrundenplatz wurden jetzt zwei vergeben. Brasilien und Argentinien setzten sich erwartungsgemäß durch.

### Teilnehmer
| 5 aus Europa                        | Deutschland   | Finnland * | Frankreich  | Russland | Schweiz * |
| 3 aus Asien                         | Australien    | China      | Nordkorea * |          |           |
| 3 aus Nord-, Mittelamerika, Karibik | Kanada        | Mexiko     | USA         |          |           |
| 2 aus Südamerika                    | Argentinien * | Brasilien  |             |          |           |
| 2 aus Afrika                        | DR Kongo *    | Nigeria    |             |          |           |
| 1 aus Ozeanien                      | Neuseeland *  |            |             |          |           |

* Erstteilnahme.

## Spielorte
| Moskau |

| Sankt Petersburg |

| Schtscholkowo |

| Moskau |

| Sankt Petersburg |

| Schtscholkowo |

## Gruppenauslosung
Die Auslosung fand am 22. März 2006 im Moskauer Rathaus statt, die 16 Teilnehmer wurden in vier Lostöpfe eingeteilt von denen je eine Mannschaft in eine der Gruppe (1–4) gelost wurde.
Die Verteilung der Lostöpfe:
- Lostopf A: Russland (Gastgeber), Deutschland (Titelverteidiger), China (Vizeweltmeister) und USA (Dritter)
- Lostopf B: Brasilien, Argentinien, Kanada und Mexiko
- Lostopf C: Nigeria, DR Kongo, Nordkorea und Australien
- Lostopf D: Finnland, Schweiz, Frankreich und Neuseeland

Mit Ausnahme der europäischen Mannschaften konnten keine zwei Mannschaften aus derselben Konföderation in der Vorrunde aufeinandertreffen.
Obwohl Russland als Gruppenkopf der Gruppe A gesetzt wurde, bestritten Australien und Neuseeland das Eröffnungsspiel.

## Vorrunde

### Gruppe A
| Pl. | Land       | Sp. | S | U | N | Tore    | Diff. | Punkte |
| --- | ---------- | --- | - | - | - | ------- | ----- | ------ |
| 1.  | Brasilien  | 3   | 1 | 0 | 2 | 002:000 | +2    | 03     |
| 2.  | Russland   | 3   | 1 | 0 | 2 | 004:300 | +1    | 03     |
| 3.  | Australien | 3   | 1 | 1 | 1 | 004:300 | +1    | 04     |
| 4.  | Neuseeland | 3   | 0 | 1 | 2 | 002:600 | −4    | 01     |

|                                         |   |            |           |
| 17. August 2006 in St. Petersburg       |   |            |           |
| Neuseeland                              | – | Australien | 0:3 (0:1) |
| Russland                                | – | Brasilien  | 0:0       |
| 20. August 2006 in St. Petersburg       |   |            |           |
| Brasilien                               | – | Australien | 2:0 (1:0) |
| Russland                                | – | Neuseeland | 3:2 (2:1) |
| 23. August 2006 in Moskau (Podmoskovie) |   |            |           |
| Brasilien                               | – | Neuseeland | 0:0       |
| 23. August 2006 in Moskau (Torpedo)     |   |            |           |
| Australien                              | – | Russland   | 1:1 (0:0) |

### Gruppe B
| Pl. | Land     | Sp. | S | U | N | Tore    | Diff. | Punkte |
| --- | -------- | --- | - | - | - | ------- | ----- | ------ |
| 1.  | China    | 3   | 3 | 0 | 0 | 006:100 | +5    | 09     |
| 2.  | Nigeria  | 3   | 2 | 0 | 1 | 011:500 | +6    | 06     |
| 3.  | Kanada   | 3   | 1 | 0 | 2 | 004:400 | ±0    | 03     |
| 4.  | Finnland | 3   | 0 | 0 | 3 | 001:120 | −11   | 0      |

|                                         |   |          |           |
| 17. August 2006 in Moskau (Podmoskovie) |   |          |           |
| China                                   | – | Finnland | 2:1 (1:1) |
| Nigeria                                 | – | Kanada   | 3:2 (1:1) |
| 20. August 2006 in Moskau (Podmoskovie) |   |          |           |
| Finnland                                | – | Kanada   | 0:2 (0:1) |
| China                                   | – | Nigeria  | 3:0 (2:0) |
| 23. August 2006 in Moskau (Podmoskovie) |   |          |           |
| Finnland                                | – | Nigeria  | 0:8 (0:4) |
| 23. August 2006 in Moskau (Torpedo)     |   |          |           |
| Kanada                                  | – | China    | 0:1 (0:0) |

### Gruppe C
| Pl. | Land        | Sp. | S | U | N | Tore    | Diff. | Punkte |
| --- | ----------- | --- | - | - | - | ------- | ----- | ------ |
| 1.  | Nordkorea   | 3   | 3 | 0 | 0 | 010:000 | +10   | 09     |
| 2.  | Deutschland | 3   | 2 | 0 | 1 | 015:300 | +12   | 06     |
| 3.  | Mexiko      | 3   | 1 | 0 | 2 | 005:150 | −10   | 03     |
| 4.  | Schweiz     | 3   | 0 | 0 | 3 | 002:140 | −12   | 0      |

|                                    |   |             |           |
| 18. August 2006 in Moskau (Dinamo) |   |             |           |
| Schweiz                            | – | Mexiko      | 2:4 (1:3) |
| Nordkorea                          | – | Deutschland | 2:0 (1:0) |
| 21. August 2006 in Moskau (Dinamo) |   |             |           |
| Mexiko                             | – | Deutschland | 1:9 (0:5) |
| Schweiz                            | – | Nordkorea   | 0:4 (0:1) |
| 24. August 2006 in St. Petersburg  |   |             |           |
| Deutschland                        | – | Schweiz     | 6:0 (3:0) |
| 24. August 2006 in Moskau (Dinamo) |   |             |           |
| Mexiko                             | – | Nordkorea   | 0:4 (0:3) |

### Gruppe D
| Pl. | Land        | Sp. | S | U | N | Tore    | Diff. | Punkte |
| --- | ----------- | --- | - | - | - | ------- | ----- | ------ |
| 1.  | USA         | 3   | 3 | 0 | 0 | 007:200 | +5    | 09     |
| 2.  | Frankreich  | 3   | 2 | 0 | 1 | 006:100 | +5    | 06     |
| 3.  | Argentinien | 3   | 1 | 0 | 2 | 005:900 | −4    | 03     |
| 4.  | DR Kongo    | 3   | 0 | 0 | 3 | 001:700 | −6    | 0      |

|                                     |   |             |           |
| 18. August 2006 in Moskau (Torpedo) |   |             |           |
| DR Kongo                            | – | USA         | 1:2 (0:1) |
| Frankreich                          | – | Argentinien | 5:0 (2:0) |
| 21. August 2006 in Moskau (Torpedo) |   |             |           |
| USA                                 | – | Argentinien | 4:1 (2:0) |
| DR Kongo                            | – | Frankreich  | 0:1 (0:1) |
| 24. August 2006 in St. Petersburg   |   |             |           |
| Argentinien                         | – | DR Kongo    | 4:0 (4:0) |
| 24. August 2006 in Moskau (Dinamo)  |   |             |           |
| USA                                 | – | Frankreich  | 1:0 (0:0) |

## Finalrunde

### Viertelfinale
|                                     |   |             |           |
| 26. August 2006 in Moskau (Torpedo) |   |             |           |
| Brasilien                           | – | Nigeria     | 2:1 (1:0) |
| 26. August 2006 in Moskau (Torpedo) |   |             |           |
| China                               | – | Russland    | 4:0 (3:0) |
| 27. August 2006 in St. Petersburg   |   |             |           |
| Nordkorea                           | – | Frankreich  | 2:1 (0:0) |
| 27. August 2006 in St. Petersburg   |   |             |           |
| USA                                 | – | Deutschland | 4:1 (2:0) |

### Halbfinale
|                                       |   |           |                      |
| 31. August 2006 in Moskau (Lokomotiv) |   |           |                      |
| Brasilien                             | – | Nordkorea | 0:1 (0:0)            |
| 31. August 2006 in Moskau (Lokomotiv) |   |           |                      |
| China                                 | – | USA       | 0:0 n. V., 5:4 i. E. |

### Spiel um Platz drei
|                                         |   |     |                      |
| 3. September 2006 in Moskau (Lokomotiv) |   |     |                      |
| Brasilien                               | – | USA | 0:0 n. V., 6:5 i. E. |

### Finale
|                                         |   |       |           |
| 3. September 2006 in Moskau (Lokomotiv) |   |       |           |
| Nordkorea                               | – | China | 5:0 (3:0) |

## Schiedsrichterinnen
- Tammy Ogston
- Claudine Brohet
- Christine Beck
- Dianne Ferreira-James
- Bentla D’Coth
- Natalja Awdontschenko
- Jenny Palmqvist
- Fatou Gaye
- Hong Eun-ah
- Shane de Silva
- Gyöngyi Gaál
- Jennifer Bennett

## Beste Torschützinnen
| Rang | Spielerin              | Tore |
| ---- | ---------------------- | ---- |
| 01   | Ma Xiaoxu              | 5    |
|      | Kim Song-hui           | 5    |
| 03   | Anna Blässe            | 4    |
|      | Cynthia Uwak           | 4    |
| 05   | Maureen Eke            | 3    |
|      | Fatmire Bajramaj       | 3    |
|      | Ludmilla Manicler      | 3    |
|      | Danesha Adams          | 3    |
| 9    | Simone Laudehr         | 2    |
|      | Célia Okoyino da Mbabi | 2    |
|      | Nadine Keßler          | 2    |
|      | …                      | 2    |
| 29   | Jennifer Oster         | 1    |
|      | Lydia Neumann          | 1    |
|      | Juliane Maier          | 1    |

## Auszeichnungen
- Goldener Ball

Der Goldene Ball ging ebenfalls an die Chinesin Ma Xiaoxu. Der Silberne Ball an ihre Mannschaftskameradin Zhang Yanru. Die US-Amerikanerin Danesha Adams erhielt den Bronzenen Ball.
- Goldener Schuh

Die Chinesin Ma Xiaoxu wurde auch mit dem Goldenen Schuh als Torschützenkönigin ausgezeichnet. Sie erreichte in 7 Spielen fünf Tore und zwei Vorlagen. Die Nordkoreanerin Kim Song-hui erhielt den Silbernen Schuh für ebenfalls fünf Tore aber bei nur einer Vorlage; der Bronzene Schuh ging an Anna Blässe aus Deutschland, da diese ihre vier Tore und zwei Vorlagen in weniger Spielminuten erreichte als die Viertplatzierte Nigerianerin.
- FIFA Fair Play Award

Der Fair-Play Award für die fairste Mannschaft des Turniers ging gleichzeitig an Gastgeber Russland und Weltmeister Nordkorea.
- All-Star-Team

| Torhüter                  | Abwehr                                                                  | Mittelfeld                                                                                   | Stürmer                                                                                 |
| ------------------------- | ----------------------------------------------------------------------- | -------------------------------------------------------------------------------------------- | --------------------------------------------------------------------------------------- |
| Yanru Zhang Val Henderson | Daine Coralie Butcher Babett Peter Hong Myong-gum Ri Jin-ok Ri Un-hyang | Colette McCallum Cynthia Uwak Célia Okoyino da Mbabi Kim Kyong-hwa Kim Chun-hui Amanda Poach | Fabiana Ma Xiaoxu Amadine Henry Rita Chikwelu Kil Son-hui Jelena Danilowa Danesha Adams |

## Die deutsche Mannschaft
| 21                                    | Verena Brammer                        | VfL Wolfsburg                         | 2. September 1986  | 0 | 0 |
| 12                                    | Romina Holz                           | 1. FC Saarbrücken                     | 27. Januar 1988    | 4 | 0 |
| 01                                    | Tessa Rinkes                          | Hamburger SV                          | 14. September 1986 | 0 | 0 |
| Abwehr                                |                                       |                                       |                    |   |   |
| 02                                    | Janina Haye                           | Hamburger SV                          | 10. August 1986    | 2 | 0 |
| 13                                    | Juliane Höfler                        | 1. FFC Turbine Potsdam                | 15. März 1987      | 3 | 0 |
| 03                                    | Monique Kerschowski                   | 1. FFC Turbine Potsdam                | 22. Januar 1988    | 3 | 0 |
| 05                                    | Babett Peter                          | 1. FFC Turbine Potsdam                | 12. Mai 1988       | 4 | 0 |
| 04                                    | Carolin Schiewe                       | 1. FFC Turbine Potsdam                | 23. Oktober 1988   | 2 | 0 |
| 16                                    | Josephine Schlanke                    | 1. FFC Turbine Potsdam                | 19. März 1988      | 1 | 0 |
| 19                                    | Corina Schröder                       | FCR 2001 Duisburg                     | 15. August 1986    | 1 | 0 |
| Mittelfeld                            |                                       |                                       |                    |   |   |
| 07                                    | Fatmire Bajramaj                      | FCR 2001 Duisburg                     | 1. April 1988      | 4 | 3 |
| 08                                    | Lena Goeßling                         | SC 07 Bad Neuenahr                    | 8. März 1986       | 4 | 0 |
| 20                                    | Nadine Keßler                         | 1. FC Saarbrücken                     | 4. April 1988      | 4 | 2 |
| 10                                    | Célia Okoyino da Mbabi                | SC 07 Bad Neuenahr                    | 27. Juni 1988      | 4 | 2 |
| 06                                    | Meike Weber                           | 1. FFC Frankfurt                      | 30. März 1987      | 2 | 0 |
| Angriff                               |                                       |                                       |                    |   |   |
| 09                                    | Ann-Christin Angel                    | TuS Niederkirchen                     | 9. September 1987  | 2 | 0 |
| 14                                    | Anna Blässe                           | Hamburger SV                          | 27. Februar 1987   | 4 | 4 |
| 11                                    | Simone Laudehr                        | FCR 2001 Duisburg                     | 12. Juli 1986      | 4 | 2 |
| 18                                    | Juliane Maier                         | SC Freiburg                           | 9. April 1987      | 4 | 1 |
| 17                                    | Lydia Neumann                         | SC 07 Bad Neuenahr                    | 11. November 1986  | 2 | 1 |
| 15                                    | Jennifer Oster                        | FCR 2001 Duisburg                     | 2. März 1986       | 2 | 1 |
| Trainer                               |                                       |                                       |                    |   |   |
| Maren Meinert (Bundestrainerin)       | Maren Meinert (Bundestrainerin)       | Maren Meinert (Bundestrainerin)       | 05.08.1973         |   |   |
| Bettina Wiegmann (Trainerassistentin) | Bettina Wiegmann (Trainerassistentin) | Bettina Wiegmann (Trainerassistentin) | 07.10.1971         |   |   |